# Economia de Lesotho

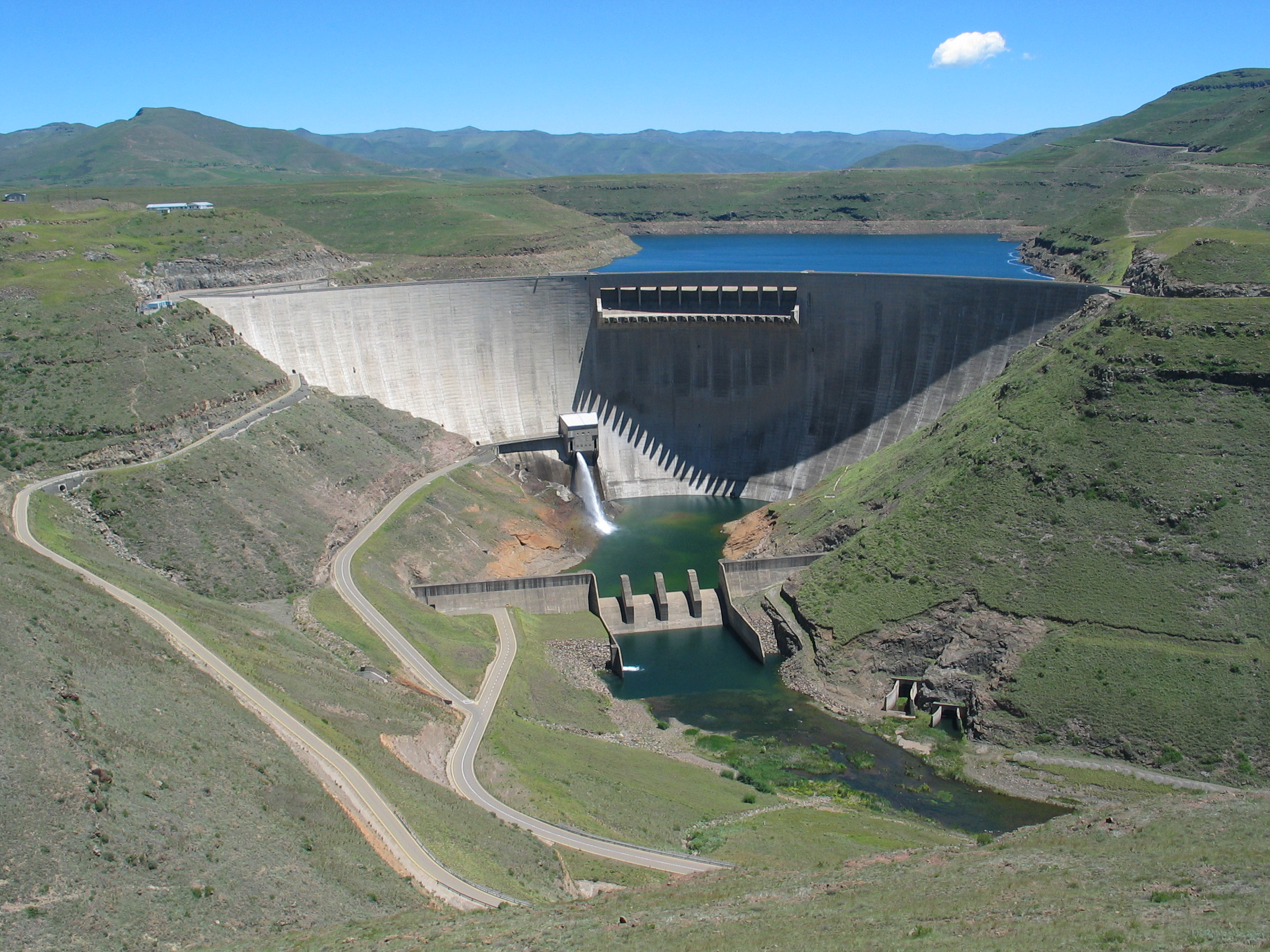
Presa Katse.

El potencial econòmic de Lesotho es basa principalment en l'agricultura (sent els principals cultius el blat de moro, blat, sorgo, fruita i verdura) i al capital humà (per exemple: els ciutadans sothos que migren com a treballadors a les mines de Sud-àfrica, i que després proveeixen Lesotho amb les seves remeses).
Avui en dia, Lesotho també rep ingressos (avaluats en milers de milions de dòlars) de la venda d'aigua potable a Sud-àfrica, per cobrir la demanda quan Sud-àfrica s'enfronta a períodes d'escassetat.
L'emissió de segells postals, principalment destinat al col·leccionisme filatèlic, és també una important font d'ingressos per a la seva economia.
Lesotho és un país petit, muntanyenc, sense sortida al mar, pobra i completament voltat pel territori de Sud-àfrica en què 3/4 de la seva població viu en zones rurals i es dediquen a l'agricultura de subsistència. La seva economia depèn de l'enviament de diners fet per ciutadans del país a l'estranger (especialment en les mines de Sud-àfrica) i de drets duaners, són la major part dels ingressos del govern. No obstant això, el govern recentment va millorar la seva recaptació d'impostos per reduir la dependència de les taxes duaneres.
El 1998 va ser inaugurada una hidroelèctrica que possibilita la venda d'energia i aigua a l'Àfrica del Sud. El país produeix el 90% de l'energia que necessita.
La petita indústria del país és basada en la transformació dels productes agrícoles i en la confecció de robes. Aquesta última es va beneficiar de la qualificació del país per rebre els beneficis de l'Africa Growth and Opportunity Act del govern nord-americà.